# Stazione di Bernina Suot
La stazione di Bernina Suot è una stazione ferroviaria posta sulla ferrovia del Bernina, gestita dalla Ferrovia Retica. È posta nella località di Suot.

## Storia
La stazione entrò in funzione il 1º luglio 1909 insieme alla tratta Bernina Bassa-Ospizio Bernina della linea del Bernina della Ferrovia Retica.